# جواز سفر إسواتيني
يصدر جواز السفر الإسواتيني لمواطني إسواتيني بغرض السفر إلى خارج البلاد. اعتبارًا من 2 يوليو 2019 كان لدى مواطني إسواتيني إمكانية دخول 72 دولة وإقليم بدون تأشيرة أو تأشيرة عند الوصول، مما أدى إلى تصنيف جواز السفر السوازي في المرتبة 72 من حيث حرية السفر وفقًا مؤشر هينلي لجوازات السفر.